# Vocaloid
Vocaloid (ボーカロイド, Bōkaroido) is een computerprogramma dat gebruikt wordt om een zangstem te synthetiseren. Het programmaonderdeel dat de signaalverwerking verzorgt, werd ontwikkeld door een gezamenlijk onderzoeksproject dat in 2000 geleid werd door Kenmochi Hideki aan de Universiteit Pompeu Fabra in Barcelona. Hetzelfde team richtte later Voctro Labs op. Oorspronkelijk was de software niet ontwikkeld als volwaardig commercieel project. Door de steun van Yamaha Corporation werd het programma doorontwikkeld en kreeg het de naam Vocaloid. De software stelt gebruikers in staat om de spraak van liedjes te synthetiseren door het invoeren van tekst en het toevoegen van een melodie. De teksten worden dus niet ingezongen maar gecomponeerd door gebruik te maken van vooraf opgenomen stemmen van stemacteurs of zangers. Er wordt gebruikgemaakt van een “draaiorgelboek-interface” voor het invoeren van de melodie en op elke muzieknoot kan spraak toegewezen worden. De software kan de emotie van de uitspraken veranderen, effecten zoals “vibrato” toevoegen of de dynamiek en de toon van de stem wijzigen.
Elke Vocaloid wordt verkocht als "zanger in een doosje". De software was oorspronkelijk beschikbaar in het Engels (Leon, Lola en Miriam) en in het Japans (Meiko en Kaito). In versie 3 werd ook ondersteuning voor Spaans (Bruno, Clara en Maika), Chinees (Luo Tianyi en Yan Hij), Koreaans (SeeU) en Catalaans (Ona). Het leek erop dat ook Frans (ALYS) zou worden toegevoegd, maar ALYS werd een stem voor het programma CeVIO in plaats van Vocaloid.
De software is niet alleen gericht op professionele musici maar ook voor minder ervaren computergebruikers sinds de publieke doorbraak in 2007 en wordt verkocht onder het motto dat de mogelijkheden onbeperkt zijn afhankelijk van de creativiteit van de gebruiker. Japanse muziekgroepen Livetune (Toy's Factory) en Supercell (Sony Music Entertainment Japan) hebben liedjes uitgebracht met stemmen van Vocaloids. Het Japanse platenlabel Exit Tunes (Quake Inc.) heeft ook verzamelalbums met Vocaloids uitgebracht. Artiesten als Mike Oldfield hebben ook gebruikgemaakt van Vocaloids binnen hun werk voor achtergrondzang en geluidseffecten.